# Kocsis Fülöp
Kocsis Fülöp, születési nevén Kocsis Péter (Szeged, 1963. január 13. –) görögkatolikus szerzetes, püspök, 2015. március 20. óta a Hajdúdorogi főegyházmegye érsek-metropolitája. 2008 óta vezeti az egyházmegyét, melyet Ferenc pápa emelt főegyházmegyévé; emellett 2011. március 5-ig a Miskolci apostoli exarchátus ad nutum Sanctae Sedis apostoli adminisztrátora is volt.
Elődje a hajdúdorogi püspöki székben Keresztes Szilárd volt; a Miskolci apostoli exarchátus (2015 óta Miskolci egyházmegye) élén utódja szerzetestársa, Orosz Atanáz.

## Pályafutása
Felsőfokú tanulmányait a Szent Atanáz Görögkatolikus Hittudományi Főiskolán kezdte, majd Rómában a Pápai Szalézi Egyetemen fejezte be. 1989. augusztus 2-án szentelték pappá.
Hajdúdorogon a Görögkatolikus Általános Iskola és Gimnáziumban hitoktató volt 1990 és 1992 között. 1992-től 1995-ig tornabarakonyi parókusként működött. 1995-től a belgiumi Chevetogne-i bencés monostorban készült szerzetesi életére. 1998. november 6-án tette le szerzetesi fogadalmát Keresztes Szilárd megyés püspök előtt. Szerzetesi neve Fülöp lett. 
1999 karácsonyán a Belgiumban töltött szerzetesi próbaidő (noviciátus) után a megyés püspök által alapított dámóci monostorban élt.

### Püspöki pályafutása
2008. május 2-án XVI. Benedek pápa hajdúdorogi püspökké és miskolci apostoli exarchává nevezte ki. Június 30-án szentelte püspökké Hajdúdorogon Keresztes Szilárd püspök, Ján Babjak eperjesi metropolita és Milan Šašik munkácsi görögkatolikus püspök segédletével.
Ferenc pápa 2015. március 20-án megalapította a bizánci hagyományú krisztushívők számára a Magyarországi Sajátjogú Metropolitai Egyházat. A Hajdúdorogi egyházmegyét főegyházmegyei rangra emelte. Ugyanezen hatállyal Kocsis Fülöp hajdúdorogi püspököt kinevezte a főegyházmegye első érsekévé és a sajátjogú görögkatolikus egyház metropolitájává.

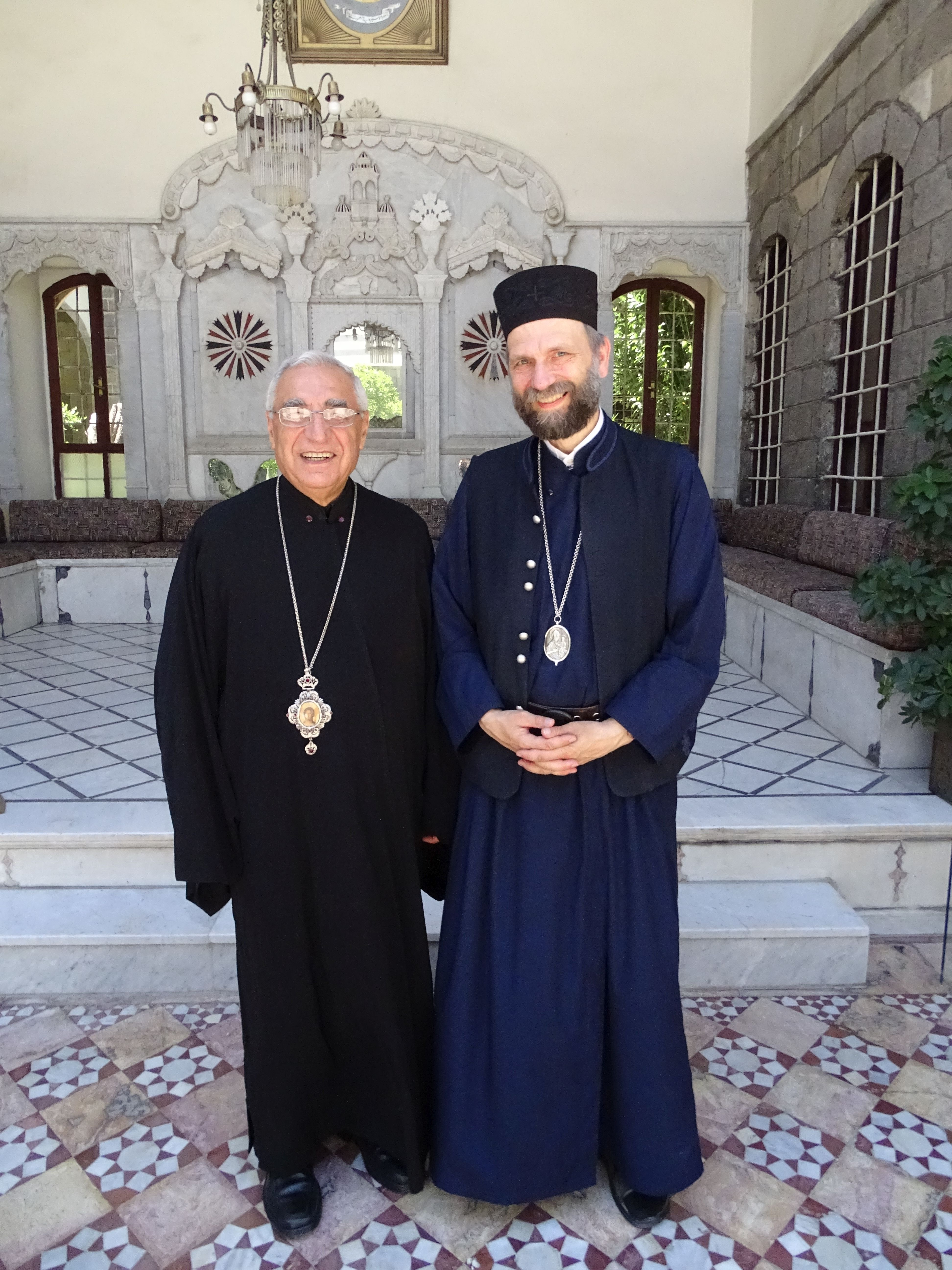
Jusszef Abszi melkita püspök és Kocsis Fülöp metropolita 2017 júniusában Damaszkuszban. (Abszi püspököt egy héttel később pátriárkává választották.)

2017 júniusában a Libanonban és a háború sújtotta Szíriában volt párnapos úton. Al-Dmeine al-Sarqije falu templomának felújítására vitt 10 millió forintnyi amerikai dollárt, valamint napelemeket és számítógépeket, amit a magyarországi görögkatolikus hívek gyűjtöttek össze. Útja során találkozott II. Ignác Efrém szír ortodox-, III. Laham Gergely melkita-, III. József Ignác szír katolikus-, Besara Butrosz al-Rahi maronita pátriárkával, Issam John Darwish Zahlé-i, Jean-Clément Jeanbart aleppói, Jean-Abdo Arbach homszi érsekkel, Butrosz Muallem nyugalmazott galileai érsekkel, Timotheos Matta Al-Khoury damaszkuszi szír ortodox helynök-érsekkel, Isztambulban pedig fogadta őt I. Bartholomaiosz konstantinápolyi pátriárka. Útja során Libanonba kényszerült szíriai menekülteket is meglátogatott, és látogatást tett a szíriai polgárháború által egyik legsúlyosabban lerombolt városba, Homszba is.

## Elismerései
- A Magyar Érdemrend középkeresztje (2012)

## Művei
- Kocsis Fülöp–Gaál Sándor–Tóth Katalin: Biblia és pedagógia; Jedlik-Okteszt, Nyíregyháza, 2009 (Pedagógushivatás)
- Matta el Meszkin: Tanácsok az imádsághoz; ford. Kocsis Fülöp; Hajdúdorogi Püspöki Hivatal, Nyíregyháza, 2009 (Görögkatolikus szemle füzetek)
- Fabiny Tamás–Kocsis Fülöp–Székely János: A példázat erejével; Éghajlat, Bp., 2010 (Manréza-füzetek)
- Keleti lélekkel a Kárpát-medencében. Elmer István beszélgetése Kocsis Fülöp, hajdúdorogi megyéspüspökkel; Szent István Társulat, Bp., 2012 (Pásztorok)
- Kocsis Fülöp–Terdik Szilveszter–Véghseő Tamás: "...minden utamat már előre láttad". Görögkatolikusok Magyarországon; Signe, Strasbourg, 2012
- Kocsis Fülöp–Terdik Szilveszter–Véghseő Tamás: "...you have foreseen all of my paths...". Byzantine Rite Catholics in Hungary; Véghseő Tamás, Terdik Szilveszter, Kocsis Fülöp; Signe, Strasbourg, 2012
- Horgony, mely a függöny mögé ér. Hitünk látható jelei, elmélkedések a Hit évében; Hajdúdorogi Egyházmegye, Nyíregyháza, 2013 (Görögkatolikus szemle füzetek)
- Hogy a lámpatartóra tegyék. Fekete Károly református püspök, Kocsis Fülöp görögkatolikus érsek, Palánki Ferenc római katolikus megyéspüspök Húsvét üzenetéről; beszélgetőtárs Elmer István; Szt. István Társulat, Bp., 2019